# Kambodschanische Badmintonmeisterschaft 1969
Die Kambodschanische Badmintonmeisterschaft 1969 fand in Phnom Penh statt. Es war die zwölfte Austragung der nationalen Titelkämpfe von Kambodscha im Badminton.

## Titelträger
| Disziplin    | Sieger                     |
| ------------ | -------------------------- |
| Herreneinzel | Smas Slayman               |
| Dameneinzel  | Thi Do My Lan              |
| Herrendoppel | Smas Slayman Sek Sampoing  |
| Damendoppel  | Thi Do My Lan Pat Yok Heng |
| Mixed        | Smas Slayman Thi Do My Lan |